# Bathyagonus alascanus
Bathyagonus alascanus är en fiskart som först beskrevs av Gilbert, 1896.  Bathyagonus alascanus ingår i släktet Bathyagonus och familjen pansarsimpor. Inga underarter finns listade.